# بريد ويب
البريد الإلكتروني على الويب (بالإنجليزية: Web-based email أو Webmail) هو مصطلح يشير إلى خدمة البريد الإلكتروني التي يمكن الوصول إليها عن طريق متصفح ويب، عكس مايكرسوفوت آوتلوك أو موزيلا ثندربرد.
واحد من أوائل خدمات البرد الإلكتروني على ويب كان هوتميل، يوجد العديد من الخدمات ذات الشهرة العالية مثل جيميل وياهو! ميل وإي أو إل.
أهم ميزة للبريد الإلكتروني على ويب هي إمكانية الدخول إلى البريد الإلكتروني من أي حاسوب متصل بالشبكة، غير أن هذا يشكل عيب بنفس الوقت وهو عدم إمكانية الوصول إلى الرسائل القديمة في حال عدم توفر الاتصال.